# Inhaber
Inhaber bezeichnet das Subjekt, dem eine bestimmte Rechtsposition zugeordnet ist. Solche Positionen können in erster Linie Rechte (wie Immaterialgüterrechte) sein, jedoch auch einige tatsächliche Positionen wie Gewahrsam, Sachherrschaft, ein Raum, ein Geschäft oder ein Unternehmen. Speziellere Begriffe sind z. B. Gläubiger für den Inhaber einer Forderung, Eigentümer für den Inhaber des Eigentumsrechts an einer Sache und Besitzer für denjenigen, der die tatsächliche Sachherrschaft über eine Sache von gewisser Dauer und Festigkeit hat. Im allgemeinen Sprachgebrauch wird der Begriff Inhaber synonym für Besitzer und Eigentümer verwendet.

## Immaterialgüterrecht, Schutzrechte
Immaterialgüter sind geistige Schöpfungen künstlerischer oder technischer Natur (Werke, Erfindungen), denen die Rechtsordnung (Urheberrecht, Patentrecht) unter bestimmten Bedingungen Nutzungs- und andere Rechte als sog. Schutzrechte zugesteht. Die Verfügungsberechtigten daran werden im Gesetz als „Inhaber“ angesprochen. Allgemein die Verfügungsberechtigten zu förmlichen (z. B. Patente, Marken) und formlosen Schutzrechten (z. B. Urheberrecht, nicht eingetragenes Design) werden als Inhaber bezeichnet.
Die Inhaberschaft gesetzlich definierter Schutzrechte ist regelmäßig als widerlegbare Vermutung eingeräumt (Urheberrecht: zugunsten des Urhebers eines Werkes – Urheberrecht: aus Urheberbezeichnung – § 10 UrhG; Patentrecht: Registereintrag im Patentregister für den Patentanmeldungsinhaber = Anmelder – § 30, § 7, § 8,§ 9 PatG; Markenrecht: Registereintrag - § 28 MarkenG).
Die Inhaberschaft in diesem Sinn kann rechtsgeschäftlich oder über andere Mechanismen (z. B. Urteil, Erbgang) übertragbar sein.

## Verwaltungsrecht
Erlaubnisse werden typischerweise personenindividuell als Durchbrechung sonst bestehender gesetzlicher Verbote erteilt (etwa die Fahrerlaubnis oder die einem Unternehmen erteilte Erlaubnis, ein Arzneimittel in Verkehr zu bringen). Die Begünstigten solcher Erlaubnisse bezeichnet das Gesetz als Inhaber, bspw. den Inhaber einer Fahrerlaubnis in § 2a StVG. Regelmäßig ist die Inhaberschaft in diesem Sinne nicht oder nur unter bestimmten Bedingungen übertragbar.
Im Gefahrenabwehrrecht kann den „Inhaber der tatsächlichen Gewalt“ als Zustandsstörer die Störerhaftung treffen, z. B. in § 7 PolG BW oder § 34 Abs. 3 Nr. 3 FwG a. F.

## Umgangssprachliche Bedeutung
Die umgangssprachliche Bedeutung bzw. Verwendung des Wortes ist unscharf und kann sich z. B. auf den faktischen Besitz, ein Nutzungsrecht oder das Eigentum an einem Gut beziehen.

## Rechtslage in Österreich
Das österreichische Allgemeine bürgerliche Gesetzbuch (AGBG) und das liechtensteinische ABGB steht dem römischen Recht (aufgrund der dahinterstehenden Rechtsphilosophie aus dem Naturrecht) näher und trennt die Begriffe detaillierter (§ 309 Satz 1 ABGB).

## Militärhistorisch
Inhaber einer Kompanie im Rahmen der Kompaniewirtschaft.